# 승경도
승경도(陞卿圖) 놀이는 조선시대 양반자제들이 하던 한국의 민속놀이로 '종경도(從卿圖)', '승정도(陞政圖)', '종정도(從政圖)'라고도 한다. 승경도는 조선시대의 수많은 관직의 등급과 상호관계를 놀이를 통해 익히며 벼슬에 오르는 포부를 키워준다. 성현이 지은 《용재총화》에 하륜이 창안했다는 기록이 있다.

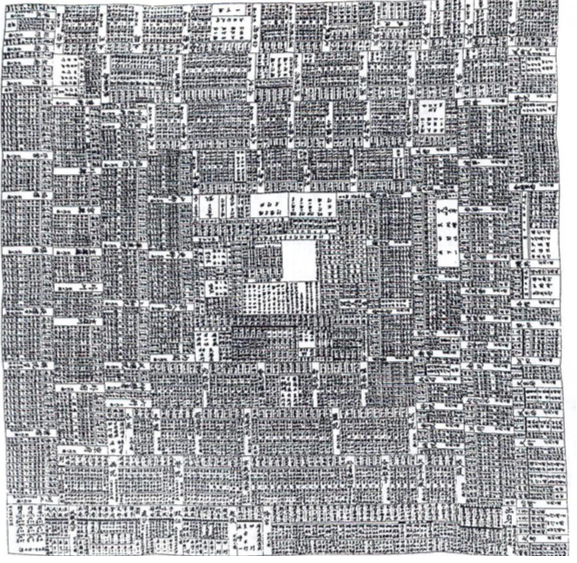

승관도(升官图, 陞官圖)는 승경도 놀이비슷한 중국의 전통놀이이다. 한국의 승경도와 달리 팽이나 일반 주사위를 사용한다.

## 놀이 방법
승경도 놀이는 4명에서 8명이 즐기며 놀이기구는 승경도와 윤목이 사용된다.
승경도는 대개 폭 1미터, 길이 1.5미터의 종이에 3백여개의 칸이 있고 각각의 칸에 관직의 이름이 적혀 있다. 처음 '은일', '문과', '무과', '남행', '유학' 중 하나의 칸에서 시작하며 '문과'에서 시작한 경우는 영의정을 거쳐 봉조하에, '무과'에서 시작한 경우는 도원수에 먼저 올라 퇴직을 한 사람이 이기게 된다.

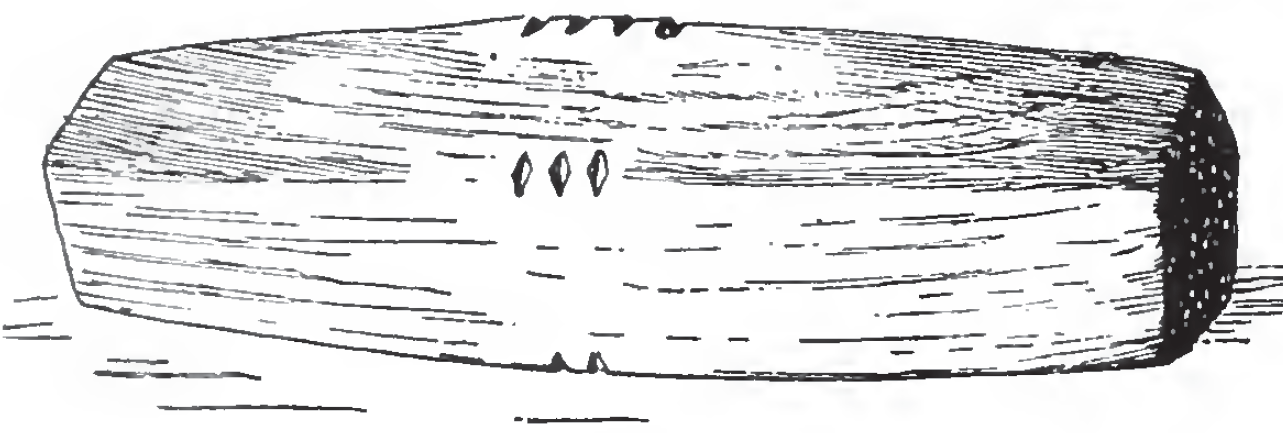
윤목

윤목은 일종의 주사위로 길이 한 뼘 두께 3cm의 나무를 5면이 나도록 깎아 만들고 각 모서리에 1에서 5까지의 눈금을 새기고 이를 굴려 나온 눈금에 따라 승경도를 진행한다. 윤목은 중국의 승관도에는 없는 한국 고유의 주사위이다.

## 벼슬도
벼슬도(--圖)는 옛 동아시아에서 놀던 말판 놀이의 하나로서 승경도 놀이와 비슷하다.
맨 아래 유인에서부터 맨 위의 영의정(또는 승상)에 이르는 길에 따라 말을 옮기며 노는 놀이이다.

## 놀이의 의미
이 승경도 및 그와 비슷한 놀이에는 공통적으로 조선시대의 수많은 관직의 등급과 상호관계를 놀이를 통해 익히며 벼슬에 오르는 포부를 키워준다. 또한 말판에 유명한 벼슬아치의 직위와 성명을 적게 되는데 오래전의 인물이나 역사적 인물은 물론이고, 동시대의 인물도 적어 넣게 된다. 이 놀이의 말판에 적힌 벼슬아치는 모든 벼슬아치의 “드림팀”으로 볼 수 있고, 특히 서희가 예조판서로서 자주 언급되었다고 한다.

## 같이 보기
- 보드 게임 목록